# ケン・ブロック

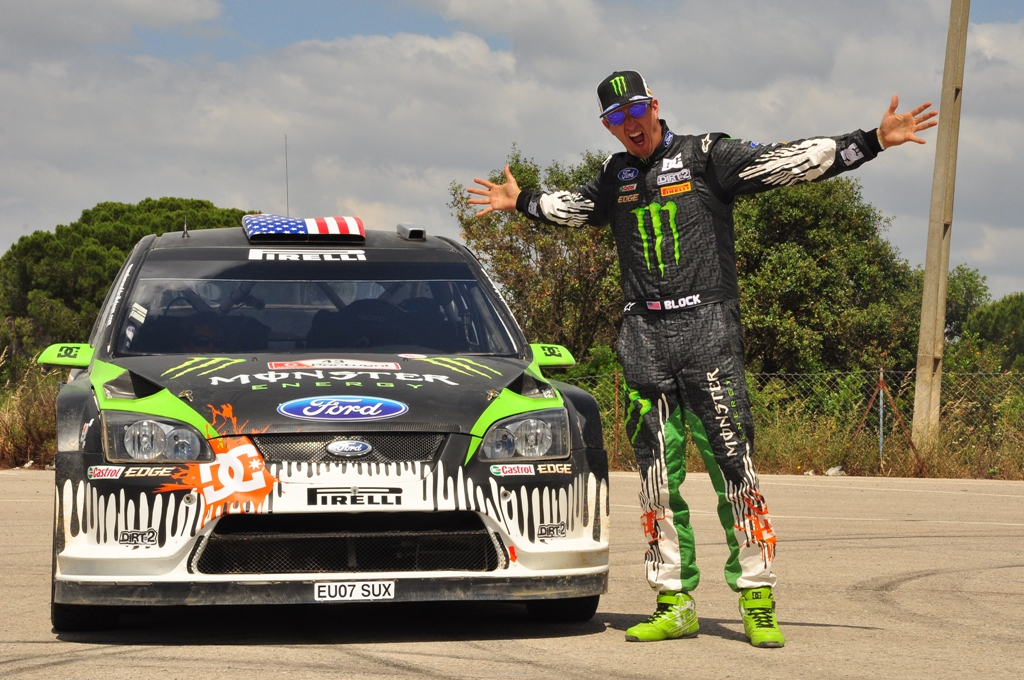
2010年WRCラリー・ド・ポルトガルにて、フォード・フォーカスWRCと共に。モンスターエナジーカラーにブルーオーバルのマシンと、大きく両手を広げるポーズはいずれも彼のアイコンとして親しまれた。

ケネス・ポール・ブロック（Kenneth Paul Block、1967年11月21日 - 2023年1月2日）は、アメリカ合衆国カリフォルニア州出身のモータースポーツ選手、実業家。ケン・ブロック（Ken Block）の名義を主に使用し、ラリーやジムカーナ（カースタント）を中心にドライバーとしての活動を著名としていたが、かつてはスケートボード、モトクロス、スノーボードのエクストリームスポーツ競技者であった。DCシューズやフーニガンなどのスポーツブランドの創始者でもある。
同じくラリードライバーの妻のルーシーとの間に3人の子がおり、娘のリアもラリードライバーとして活動し、2023年よりウィリアムズ・ドライバー・アカデミーに所属している。

## 略歴
幼少時から車の運転に並々ならぬ興味を示していたケンは、運転技術習得と同時に両親の車でジャンプやドリフトなどの過激な走行を始めた。また、アメリカ国内において行われるラリーイベントにも強い興味を持っていた。しかし、彼がラリーの道に進むのはまだ先のことであり、最初にスケートボードやモトクロス、スノーボードといったエクストリームスポーツに本格的に取り組み、その世界において実績と名声を築き上げた。
1994年、スケートボードのプロ選手であるコリン・マッケイらと共に、スポーツ用品メーカーのDCシューズを共同設立。後にDCシューズはクイックシルバー社に買収されるも、このビジネスの成功によってラリーに本格的に取り組むための時間と資金を手に入れた。
2005年にSCCAの主催するラリー・アメリカに初参戦。同年のルーキー・オブ・ザ・イヤーに輝く。続く2006年は2位を獲得し、後年も継続参戦しているが、タイトルは獲得できなかった。ラリー・アメリカの他にXゲームズにも参戦し、こちらでも多くの実績をあげている。

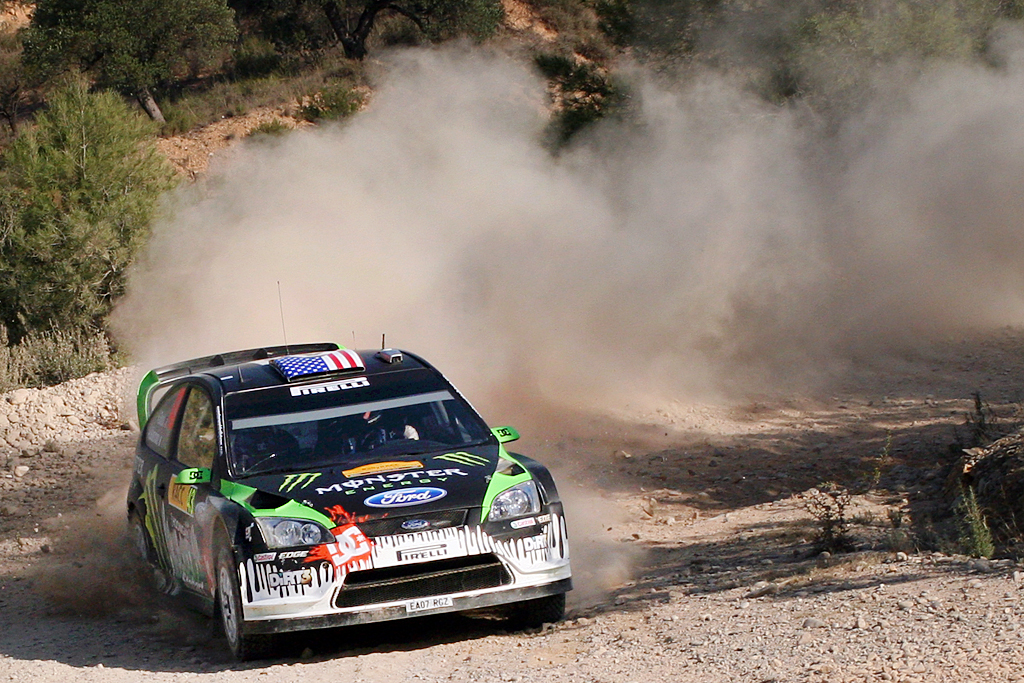
2010年のラリー・カタルーニャにて

2007年に世界ラリー選手権 (WRC) デビュー。2008年にプロダクションカー世界ラリー選手権（PWRC）にスバル・インプレッサWRX STIでスポット参戦した。
2010年に自らのプライベートチーム「モンスター・ワールド・ラリーチーム」から、フォード・フォーカスRS WRCでWRCに参戦。ラリー・カタルーニャでは9位で完走し初ポイントを獲得した。2011年は新規定に沿ってフォード・フィエスタ RS WRCにスイッチし、この年のラリー・フランスでは総合8位に入った。ラリー・スウェーデンではジャンプの名所であるコリンズ・クレストで、この年最長となる37mを飛んだ。
2012年は3戦のみのスポット参戦だったが、ラリー・メキシコ、ラリー・ニュージーランドで9位に入っている。アメリカ人としてWRCに複数年連続参戦したのは彼が初めてであり、注目を浴びた年でもあった。
2013年はチーム名を「フーニガン・レーシング・ディビジョン」として参戦。WRCではメキシコのみの出場となったが一時総合6位につけ、最終的には自己最高位となる7位入賞を果たした。一方ラリー・アメリカでは最終戦を前にトップから5ポイント差の2位につけ、自身初のタイトル獲得が期待されたが、コ・ドライバーのミスでクラッシュしマシンは大破、悲願のタイトル獲得はならなかった。
2014年はMスポーツ・ワールドラリー・チームからラリー・カタルーニャにスポット参戦し最終SS前までポイント圏内の10位につけていたが最終SSでパンクを喫し13位に終わった。
2018年はWRC第12戦ラリー・カタルーニャに昨年のチャンピオンマシンフォード・フィエスタWRCで4年振りにスポット参戦を果たした。しかし第1レグ最後のSS7で痛恨のクラッシュを喫しリタイアとなり、翌日のターマックセクションを走ることなくラリーを終えた。

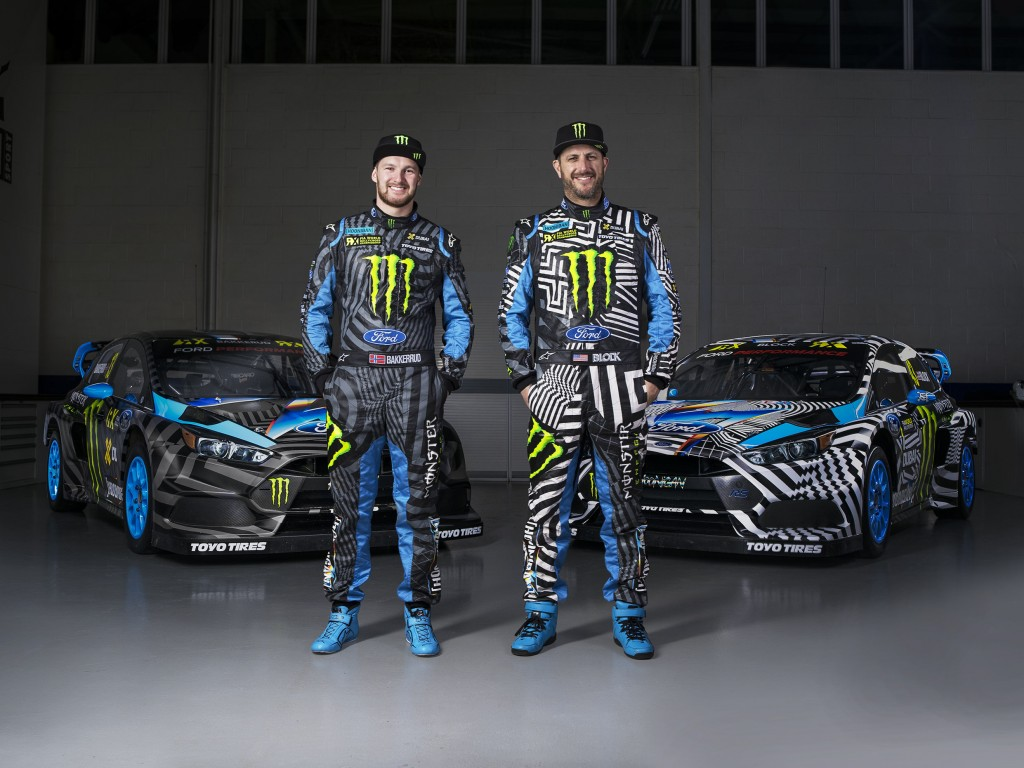
アンドレアス・バックラッド（左）とのツーショット（2016年）

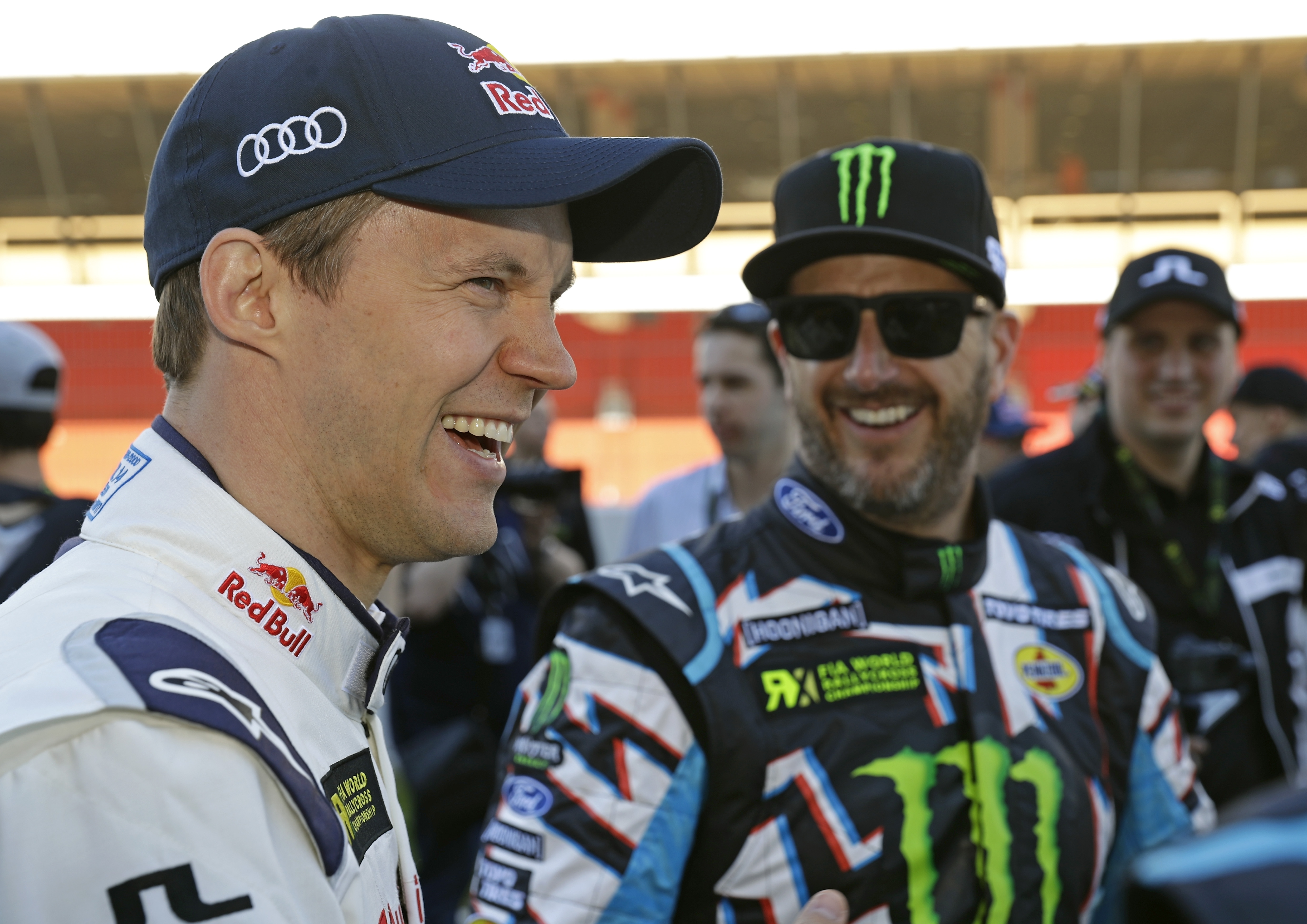
マティアス・エクストロームとのツーショット（2017年）

2011年から本格的にラリークロスにも挑戦を開始。2011年に地元アメリカを中心としたグローバル・ラリークロス（GRC）の最終戦にスポット参戦したのを皮切りに翌年にはフル参戦を果たした。2014年は2勝するもわずか5ポイント差でタイトルを逃した。2015年は3勝をマークするもタイトルを獲得したスコット・スピードに100ポイント以上の差をつけられランキング7位に終わる。それと並行して2014年に世界ラリークロス選手権（World RX）の2戦にスポット参戦。その緒戦となったノルウェーでいきなり3位に入りポディウムを獲得した。2016年からはチームメイトにノルウェー出身のアンドレアス・バックラッドを迎えフォード・フォーカス RXでフル参戦。第2戦ホッケンハイムで3位表彰台を獲得するが以降は苦戦しランキング14位となる。翌年は表彰台こそなかったが全戦でポイントを獲得し前年を上回るランキング9位となった。一方チームメイトのバックラッドは2016年3勝をマークしタイトル争いの末ランキング3位を獲得。しかし翌年は4度表彰台に上がるも未勝利でランキング6位に終わった。
ラリー・アメリカの事実上の後継シリーズとなるARAラリー選手権にも継続して参戦。スバル・WRX STIを用いていたが、2022年は2019年仕様のヒュンダイ・i20クーペWRCをドライブした。春の100エーカー・ウッド・ラリーでは大量リードで出迎えた最終SSの残り3マイル地点で鹿に激突するという不運に見舞われており、このシーズンは8戦4勝ながら惜しくもランキング2位で終わった。
テストドライブとしては、エクストリームEの"オデッセイ21"やダカール・ラリーマシンのアウディ・RS Q e-tronの体験ドライブを行ったことがある。また2011年にはF1のテストドライバーとしてトヨタ・TF109に乗る予定だったが、身長が高すぎて(183cm)コックピットに収まらず中止となった。

## 事故死

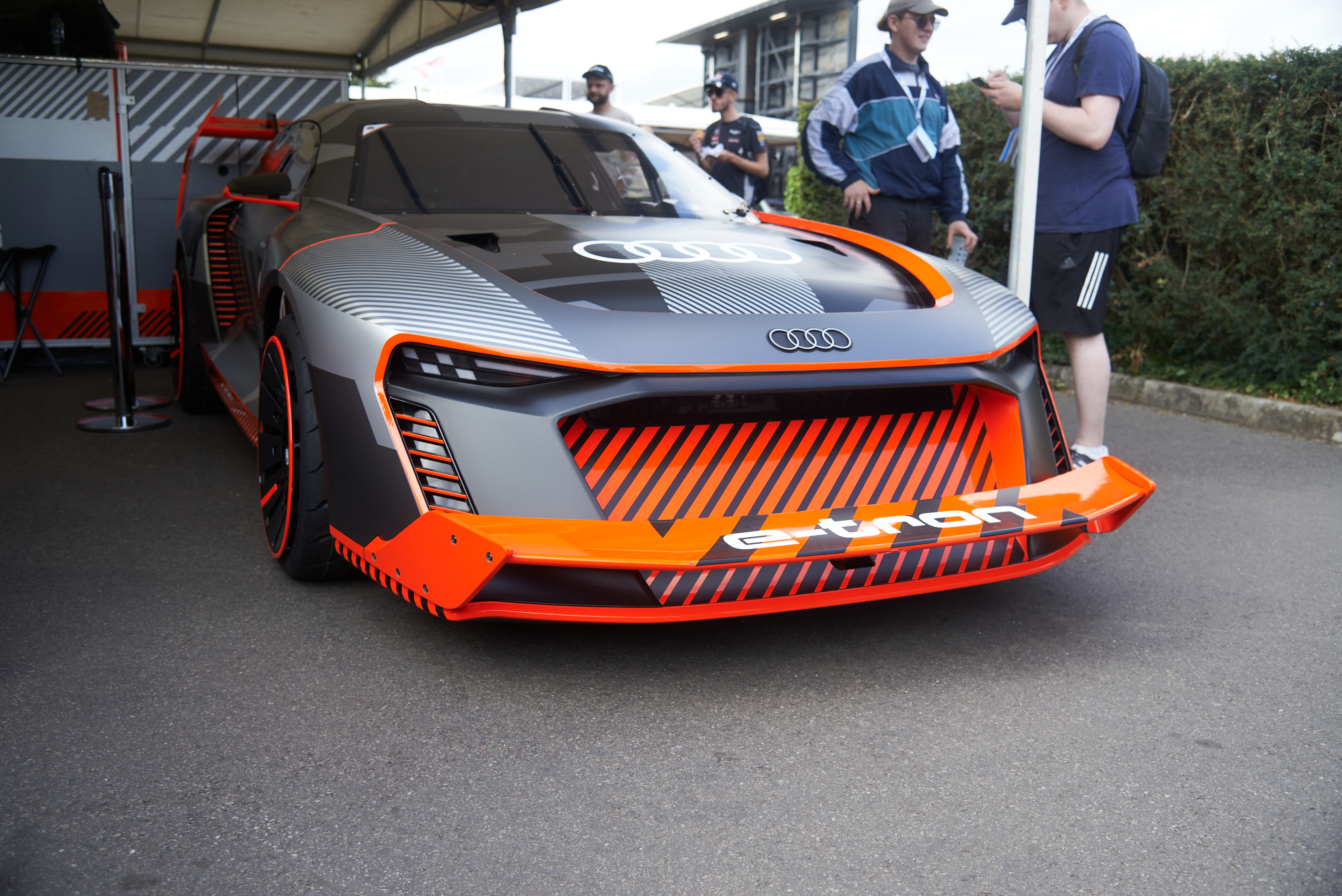
遺作となったアウディ・S1フーニトロン。グループBのアウディ・スポーツクワトロS1をデザインモチーフとしたBEV。

2023年1月2日、ユタ州ワサッチ郡にて急斜面をスノーモービルで走行中に事故を起こし、死去したことが報じられた。55歳没。
ケンの訃報に際し、各界から追悼メッセージが寄せられた。TOYO TIREは清水隆史社長の追悼メッセージを発表すると同時に、同年1月13 - 15日にかけて3年ぶりに来日し東京オートサロン内で開催する予定だったイベントの内容変更を発表した。WRCはFIAと協議の上でケンを偲び、2023年シーズンに限り彼のカーナンバー「43」を欠番とした。WRCでの優勝はおろかトップ5に入ったこともないドライバーに対する措置としては異例で、ケンのラリー競技への多大な貢献と影響力の大きさが窺えるエピソードとなった。
ケンの盟友トラビス・パストラーナが主催する北米ラリークロスのナイトロRXは、カーナンバー「43」を永久欠番とした。
同年のパイクスピーク・ヒルクライムでは、娘のリアがケンの遺作となった4WDで1,400馬力の『フーニペガサス』（ポルシェ・911）で、タイム計測を実施しないトリビュート・ランを行った。また、妻のルーシーもアンリミテッドクラスにEVで初参戦し、クラス10位で完走した。

## スタントドライバーとして

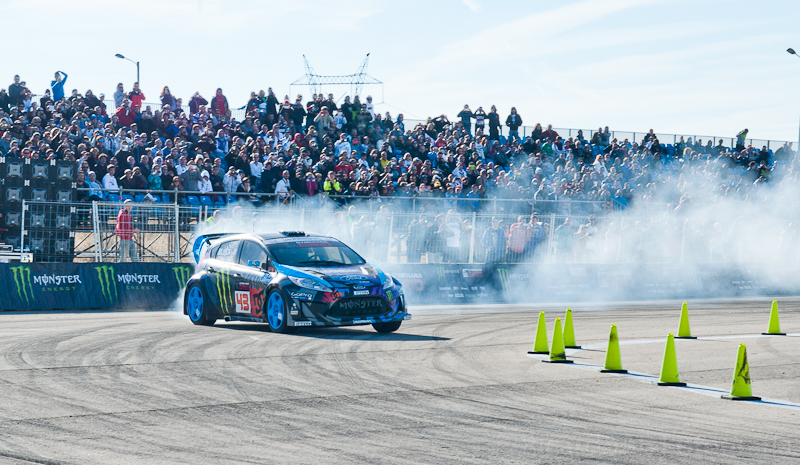
2013年スペイン・マドリードにて観衆の前でジムカーナを披露

ケンは競技のためのドライビングのみならず、魅せる・楽しむドライビングを追求し続けており、2007年にディスカバリー・チャンネルの番組や、DCシューズのプロモーションフィルムにおいて、マシンを大ジャンプさせたり、スノーボードパークをスノーボーダーと共演しながら駆け抜けたりといった過激なドライビングを披露。特に、市街地や廃工場などに障害物を設置し、高度なテクニックを駆使してクリアしていく「ジムカーナ」シリーズは人気の企画となっている。逝去直前の2022年まで企画は継続しており、中でも2012年にDCシューズがYouTube上で公開したブロックのジムカーナ動画『KEN BLOCK'S GYMKHANA FIVE: ULTIMATE URBAN PLAYGROUND; SAN FRANCISCO』は1.14億回再生（2023年1月時点）を数える大ヒット作品となっている。